# ماغي ليندمان
ماغي ليندمان (Maggie Lindemann)  مغنية وكاتبة أغاني أمريكية من لوس أنجلوس.ولدت في 21 يوليو 1998 بدالاس، تكساس.
بعد إطلاقها لأغنية «أطرق قلبك» (بالإنجليزية: knocking your heart) إكتسبت عددا هائل من المتتبعين علي مواقع التواصل الاجتماعي.
تمكنت أغنيتها «فتاة جميلة» (بالإنجليزية: pretty girl) من احتلال المركز الثامن في ترتيب الأغاني في كل من النرويج والمملكة المتحدة (بالإنجليزية: UK chart) والمرتبة الرابعة في السويد و 16 في هولندا.

## بداية شهرتها
بدأت مسيرتها الموسيقية عبر تسجيل الأغاني وإطلاقها علي مواقع التواصل الاجتماعي خصوصا منها موقع كيك ما أكسبها عددا كبيرا من المتتبعين علي حسابها في الموقع.
كان صعودها الرسمي إلي عالم الموسيقي إثر اكتشاف مدير أعمالها الحالي لفيديو كليب لها وهي تغني علي موقع إنستغرام.رحلت فيما بعد إلي لوس أنجلوس لإطلاق مزيد الأغاني.

## مسيرتها
بإطلاقها لأول أغانيها «أطرق قلبك» (بالإنجليزية: knocking your heart) في سبتمبر 2015 دخلت «ماغي» لأول مرة تصنيفات الأغاني في الولايات المتحدة الأمريكية فاحتلت أحد المراكز العشرين الأولي في ترتيب موقع آي تيونز للأغاني البديلة (بالإنجليزية: iTunes alternative songs) بعد 24 ساعة فقط من إطلاقها.
أطلقت عام 2016 أغنية «أشياء» (بالإنجليزية: things) والتي إحتلت بدورها المرتبة 25 في ترتيب أي تيونز للأغاني البديلة والمراتب الخمسة الأوائل في ترتيب (بالإنجليزية: Canada viral charts) .
سنة 2017 أطلقت أغنية «فتاة جميلة»، إحتلت الأغنية المركز 50 في ترتيب أغاني البوب راديو في الولايات المتحدة (بالإنجليزية: US pop radio charts) والمرتبة الثامنة في المملكة المتحدة.

## أغانيها
| "Knocking on Your Heart"              | 2015 | —  | —  | —  | —  | —  | — | —  | — | — | —  | — |                                                                                          | Non-album singles |
| "Couple of Kids"                      | 2015 | —  | —  | —  | —  | —  | — | —  | — | — | —  | — |                                                                                          | Non-album singles |
| "Things"                              | 2016 | —  | —  | —  | —  | —  | — | —  | — | — | —  | — |                                                                                          | Non-album singles |
| "Pretty Girl ‏"                        | 2016 | 12 | 27 | 71 | 13 | 25 | 6 | 16 | 8 | 4 | 42 | 8 | - ARIA: 2× Platinum - صناعة التسجيلات البريطانية: Gold - آي إف بي آي النمارك ‏: بلاتينيوم | Non-album singles |
| "Obsessed"                            | 2017 | —  | —  | —  | —  | —  | — | —  | — | — | —  | — |                                                                                          | Non-album singles |
| "—" تعني أن الأغنية لم تدخل أي تصنيف. |      |    |    |    |    |    |   |    |   |   |    |   |                                                                                          |                   |

## روابط خارجية
- ماغي ليندمان على موقع IMDb (الإنجليزية)
- ماغي ليندمان على موقع ميوزك برينز (الإنجليزية)
- ماغي ليندمان على موقع أول ميوزيك (الإنجليزية)
- ماغي ليندمان على موقع ديسكوغز (الإنجليزية)
- ماغي ليندمان على موقع قاعدة بيانات الفيلم (الإنجليزية)